# Willi (gråsæl)
Willi er en gråsæl (latin: Halichoerus grypus), som regelmæssigt opholder sig i havnebassinet i Hørnum på sydspidsen af vadehavsøen Sild. Trods drengenavnet er Willi en hun og en af Tysklands mest medieomtalte sæler.

## Livet
Allerede som helt ung blev Willi af lystfiskere fodret med makreller. På den måde vænnede hun sig til mennesker, og siden 1991 er hun ved feriesæsonens start regelmæssigt kommet i havnebassinet, fordi turisterne der fodrer hende med sild, som de kan købe ved fiskeboder.
Oprindeligt troede man, at Willi var en han. Først da hun fødte en unge, blev sagens rette sammenhæng klar. Vest for øen Amrum ligger sælbanken Jungnamensand, hvor hun trækker sig tilbage.
Med omkring 200 kg er hendes vægt over gennemsnittet. Vilde og voksne hunner plejer kun at veje 150 kg.
Siden efteråret 2017 følges Willi med en anden gråsæl, kaldet Sylta.

## Betydning for miljøbeskyttelse og turisme
Ifølge lederen af Schutzstation Wattenmeer, Lothar Koch, gør Willi god reklame for sine vilde artsfæller i nationalparken Slesvig-Holstenske Vadehavet. Desuden er Willi og de andre sæler en vigtig reklamefaktor for den lokale turisme.

## Medieomtale
Gråsælen Willi er blevet omtalt i de største tyske medier i indslag om øen Sild, blandt andet hos ZDF i tv-programmet ML Mona Lisa og i aviserne Rheinische Post, Süddeutsche Zeitung, Frankfurter Allgemeine Zeitung og Hamburger Abendblatt. Derudover nævner nogle tyske rejseførere Willi i deres bøger.